# Klasse autodidaktischer FilmerInnen
Die KAF (Klasse Autodidaktischer FilmerInnen) ist eine Filmausbildung in der Schweiz. Sie wurde 2003 vom Videodesigner Michel Weber gegründet. Seine Idee war es, eine alternative Ausbildungsmethode zu den klassischen Filmausbildungen zu bieten. Als Vorlage diente das autodidaktische Modell der GAF (Gruppe Autodidaktischer FotografInnen). Rolf Ochsenbein hat die Ausbildungsmethode 2005 für die GAK (Gruppe Autodidaktischer KomponistInnen) übernommen.

## Konzept
Das autodidaktische Modell auf dem die KAF beruht, bietet keine klassischen Lehrgänge an. Jede KAF ist einzigartig. Wer sie absolviert bekommt keinen staatlich anerkannten Abschluss. Weder für die Aufnahme noch für den Abschluss ist eine Prüfung erforderlich. In der Schweiz hat sich das autodidaktische Modell seit der Gründung der GAF 1983 durch Marc Blaser etabliert. Viele in der Schweiz tätige und bekannte Berufsfotografen und -Filmer haben ihre Karriere mit einer KAF bzw. GAF gestartet. Ein wichtiges Anliegen der KAF ist es, Aufwand und Ertrag der Ausbildung zu optimieren und zugleich eine grösstmögliche Flexibilität zu garantieren. Da keine Institution finanziert wird, fallen keine Kosten für Administration, Infrastruktur und Werbung an. Im Gegenzug stellt diese Art der Ausbildung hohe Anforderungen an die Organisation und Selbstdisziplin der Teilnehmer.

## Voraussetzungen
Bei den Voraussetzungen muss zwischen den Fähigkeiten des Teilnehmers und der Ausrüstung unterschieden werden:

### Fähigkeiten
Formell muss ein Teilnehmer keine besonderen Fähigkeiten für eine KAF mitbringen. Die wichtigsten Kriterien für eine erfolgreiche KAF sind Eigeninitiative, Selbstdisziplin und volles Engagement. Ist dies gegeben, so ist ein erfolgreicher Unterricht möglich.

### Ausrüstung
Als persönliche Ausrüstung wird eine eigene Videokamera vorausgesetzt. Dabei kann eine klassische digitale Videokamera (miniDV, HDV) oder auch eine DSLR mit Videofunktion eingesetzt werden. Klassische Medien wie 8, 16 oder 35 mm sind sehr zeit- und kostenintensiv und daher weniger geeignet. Weiter ist ein eigener Schnittplatz erforderlich (PC mit entsprechender Video-Schnittsoftware).

## Dozenten
Als Dozenten werden Profis aus den verschiedenen Filmdisziplinen engagiert (Regisseure, Produktionsleiter, Kameraleute, Editoren, Drehbuchschreiber usw.). Die Klasse kann Dozenten anfragen, die bereits für frühere KAF-Klassen gearbeitet haben oder neue Dozenten suchen. Die Klasse wählt die Dozenten aus, kontaktiert sie und macht mit ihnen Zeitpunkt, Ort und Inhalt des Unterrichtes ab. Sie rechnet auch das Honorar direkt mit den Dozenten ab. Für die Vorbereitung des Unterrichts und die Ausführung der Arbeiten im Anschluss an den Unterricht muss jeder Teilnehmer mit mindestens ein bis zwei Tagen pro Unterrichtstag zusätzlich rechnen. Je nach Zusammensetzung können auch einzelne Teilnehmer Unterrichtstage gestalten und so ihr Wissen in der Gruppe weitergeben. In diesem Fall wird dem Teilnehmer kein Honorar ausbezahlt.

## Kosten
Da die KAF keine Institution ist, muss sie auch keine Infrastruktur oder Administration finanzieren. Es fallen daher jeweils nur die Kosten an, die die Klasse selbst verursacht. Somit ist gewährleistet, dass auch Interessenten mit kleinem Budget eine gute Ausbildung absolvieren können. Die Kosten für persönliche Ausrüstung und Verbrauchsmaterial trägt jeder Teilnehmer selbst. Die Honorare der Dozenten sowie gemeinsam genutzte Räume und Unterrichtsmaterial werden solidarisch auf die Teilnehmer verteilt. Dazu bezahlt jeder Teilnehmer am Anfang der Ausbildung einen Betrag (i. d. R. 2000.- CHF) auf ein gemeinsames Konto ein. Von diesem Konto werden die gemeinsamen Auslagen beglichen. Es werden keine Beträge zurückerstattet, falls jemand die Klasse frühzeitig verlässt. Ist es einzelnen Mitgliedern nicht möglich, den ganzen Betrag auf einmal ein zu bezahlen, so kann die Gruppe eine Ratenzahlung bewilligen. In jedem Fall ist es angezeigt, einen Vertrag innerhalb der Gruppe aufzusetzen. In diesem werden die Details der Klasse geregelt.
Die Dozenten erhalten für ihren Unterricht maximal 100.- CHF pro Stunde bzw. 600.- CHF pro Unterrichtstag. Dieser Betrag sollte im Interesse der KAF nicht überschritten werden.

## Ablauf und Abschluss
Eine KAF bildet sich spontan aus einer Gruppe von Gleichgesinnten. Normalerweise wird die Klasse durch einen Teilnehmer initiiert. Ausgeschrieben wir die Klasse online auf einem Webportal. Der Initiant organisiert die ersten Treffen. Hier werden die Themen für die Ausbildung gemeinsam in der Gruppe festgelegt, Dozenten ausgewählt, der Rhythmus des Unterrichtes definiert und ein Initialbetrag auf ein Konto ein bezahlt. Bei der Bildung der Klasse muss diese selbst darauf achten, dass die Teilnehmer etwa auf dem gleichen Wissensstand sind. So ist gewährleistet, dass sowohl Anfänger als auch Fortgeschrittene gleichermassen profitieren können. Anschliessend trifft sich die Klasse zum regelmässigen Unterricht. Dieser findet monatlich, 14-täglich oder wöchentlich statt. Dazwischen produzieren die Teilnehmer selbständig oder in Gruppen Kurzfilme, Drehbücher oder andere Filmprodukte (gemäss Aufgaben der Dozenten). Die Organisation des Unterrichts erfolgt idealerweise durch mehrere Teilnehmer, so dass die Last möglichst gleichmässig verteilt ist. Als Abschluss wird eine eigenständige Filmproduktion – in Gruppen oder alleine – erarbeitet. Die Klasse organisiert es, den Film öffentlich aufzuführen.